# The Flame of the Yukon (film 1917)
The Flame of the Yukon è un film muto del 1917 diretto da Charles Miller con la supervisione di Thomas H. Ince.
La storia firmata da Monte M. Katterjohn venne ripresa nel 1926 da George Melford che ne fece un remake - sempre con il titolo The Flame of the Yukon - con protagonista Seena Owen.

## Trama
Flame (Fiamma) lavora in una sala da ballo ed è nota in tutta l'Alaska. Conosce un giorno un giovane cercatore d'oro, George Fowler, di cui si innamora. Fowler riparte per i campi auriferi e la donna si ripromette di aspettare il suo ritorno. Un giorno, però, giunge con un bambino una giovane donna che dichiara di essere alla ricerca di George Fowler, suo marito. Flame accoglie la ragazza a casa sua e, quando George ritorna, gli viene annunciato che Flame è morta. Aggredito dal proprietario del saloon che vuole rubargli il suo oro, si salva solo per l'intervento di Flame. Portato George in albergo, Flame non si decide di dirgli della venuta della moglie. Quando, alla fine, la sua coscienza le fa dire finalmente la verità, scopre che il suo innamorato non è il George Fowler ricercato, ma solo un suo omonimo.

## Produzione
Il film fu prodotto dalla Triangle Film Corporation. Venne girato a Inceville, al Santa Ynez Canyon, nei pressi di Los Angeles, la cittadella di studi cinematografici creata da Thomas H. Ince.

## Distribuzione
Distribuito dalla Triangle Distributing, il film uscì nelle sale cinematografiche statunitensi il 1º luglio 1917. Nel 1919, ne fu curata una riedizione, distribuita dalla Tri-Stone Pictures Inc.
Copia della pellicola viene conservata negli archivi della Library of Congress.